# 有明山 (長崎県)

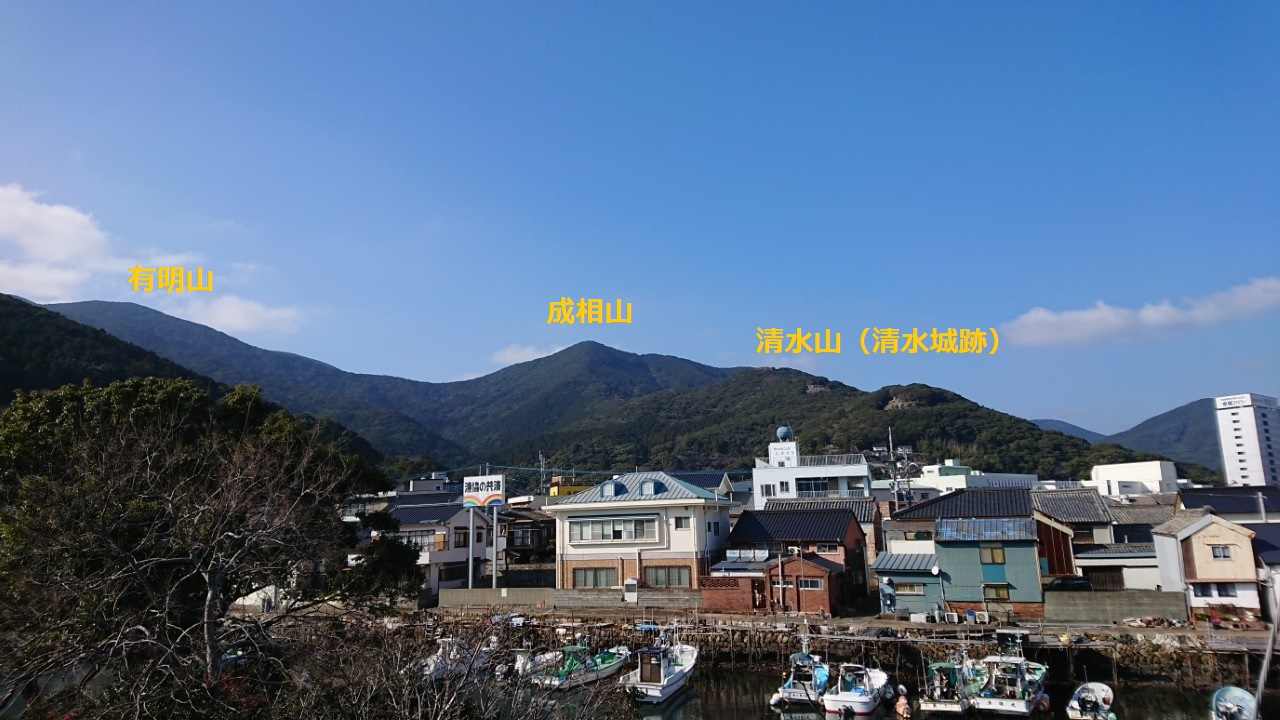
有明山（左奥）、成相山（中央奥）、清水山（中央手前）

有明山（ありあけやま）は、長崎県対馬市にある、標高558.09メートルの山。万葉集で「対馬の嶺」と詠まれた山とされる。壱岐対馬国定公園、しま山100選。

## 地理・歴史
対馬の南部に位置する対馬市厳原町国分は、かつて西海道・対馬国の国府が置かれた場所である。有明山はその西方に位置し、山名は有明の月（明け方の月）がかかる山という意味で命名されたものと考えられている。筑紫国（後の筑前国・筑後国、現・福岡県）や壱岐島（一支国、壱岐国、現・壱岐市）から船で対馬国国府の浦を目指すにあたり、その目標とされた山（前山）でもある。
登山口は町なかにある「観光情報館 ふれあい処つしま」（対馬観光物産協会）の近くにあり、そこから清水山を経て2時間ほどで有明山の山頂に至る（道のり約2.9キロメートル）。山頂に三角点（基準点名は「有明山」、等級は一等三角点）が設置されており、標高は558.09メートル、地理院地図上では558.1メートルと記載されている。山体の地質は対州層群の砂岩や頁岩、およびそれらが黒色のホルンフェルスと化したものからなる。
有明山の南麓、8合目に相当する場所に「有明峠」がある。厳原から西に約2.5キロメートル、目掛方面へと越える峠道にあり、有明山の山頂に至る登山道が分岐している。山頂周辺は草原（ススキ）となっており、眺望に優れる。対馬でも登山人気の高い山である。毎年4月はゲンカイツツジやコバノミツバツツジが、5月から6月にかけては山頂のヤマボウシが見頃。有明山の南東側は佐須川の源流域（日掛川）であり、対馬林業公社が所有する「日掛水源の森」として自然環境が保護されている。また、東側の斜面は原始林で覆われており、国の史跡・清水山城および万松院がある。

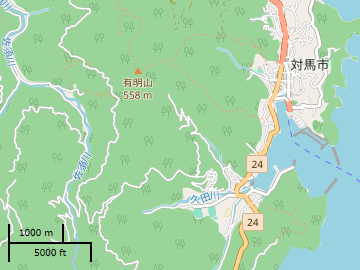
有明山の地図（オープンストリートマップ）

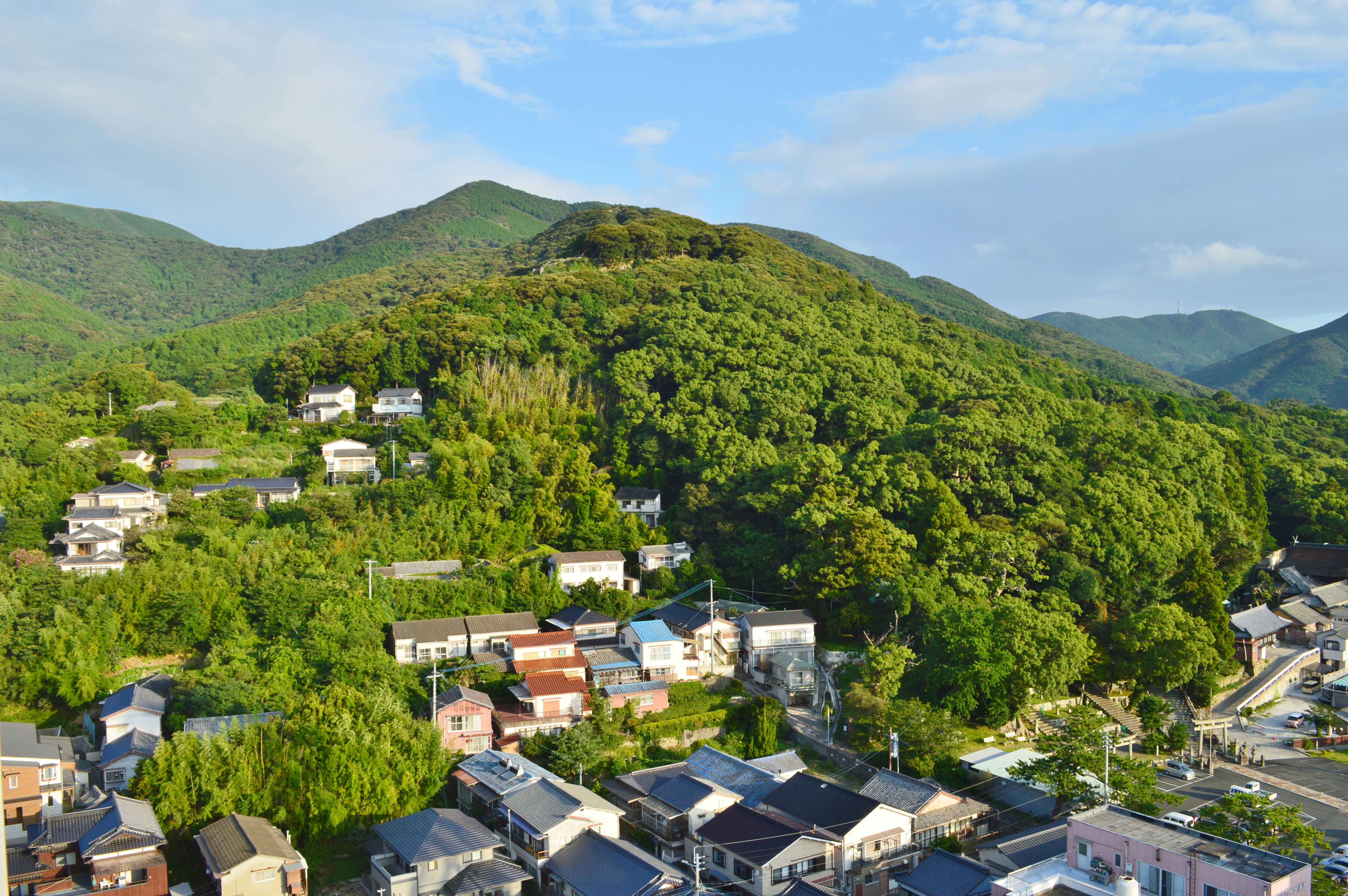
清水山
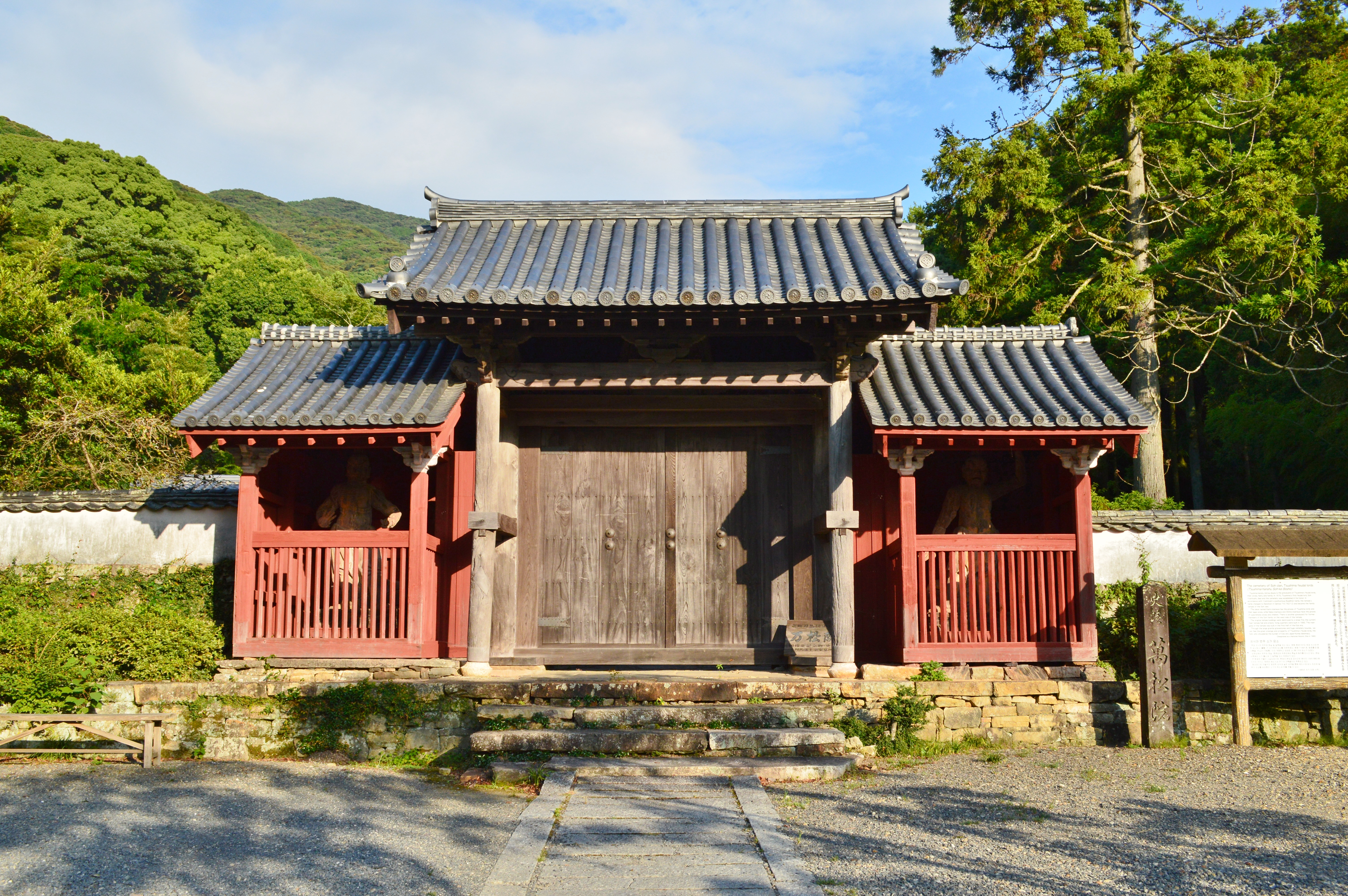
万松院

## 有明山に関連する作品
万葉集から連続する和歌2首（相聞）を抜粋する。
- 吾（あ）が面（おも）の　忘（わす）れむしだは　國（くに）はふり　嶺（ね）に立（た）つ雲（くも）を　見（み）つつ偲（しぬ）ばせ
- 對馬（つしま）の嶺（ね）は　下雲（したぐも）あらなふ　かむの嶺（ね）に　たなびく雲（くも）を　見（み）つつ偲（しぬ）ばも

先の歌（巻14-3515「阿我於毛乃　和須禮牟之太波　久爾波布利　禰爾多都久毛乎　見都追之努波西」）は、女が遠くに旅出った男に向けて詠んだもの。自分の顔を忘れそうになった時は、山にかかった雲を見て、どうか自分のことを思い出して下さい、という意味の歌である。後の歌（巻14-3516「對馬能禰波　之多具毛安良南敷　可牟能禰爾　多奈婢久君毛乎　見都追思怒波毛」）はそれに対する返歌で、対馬に赴任した防人が詠んだものとされる（防人歌）。対馬の嶺の下にかかる雲はないけれども、かむの嶺に立つ雲を見て、あなたを思い出しましょう、という意味の歌である。この中の「対馬の嶺」は有明山を指すものであるとする説（『津島紀略』）が有力視されている。この歌が刻まれた歌碑が対馬市美津島町久須保の万関展望台に建立されている。